# Хијала
Хијала (грч. Φιαλη) је у грчкој митологији била нимфа.

## Митологија
Овидије ју је у свом делу „Метаморфозе“ сврставао у нимфе Артемиде, што значи да је била пратиља богиње Артемиде. Према Нону и Калимаховој химни Артемиди, она је била кћерка Океана и Тетије. Њено име има значење „крчаг воде“ и вероватно је била Најада са извора или Нефела пљуска.

## Биологија
Латинско име ове личности (Phiale) је назив за род паука.